# HED meteoritok

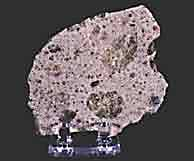
A Johnstown diogenit képe.

A HED meteoritok (korábbi osztályozásban: bazaltos akondritok) meteoritok, melyek az akondritok egy csoportját alkotják. Elnevezésük betűszó: a howardit, az eukrit és a diogenit nevéből összeolvasva.

## Főbb típusaik
Az elnevezést is adó három nagy csoport, a howardit, az eukrit és a diogenit mellett ide sorolják még az olivin diogeniteket is.

### Howarditok
Mintegy 50 bazaltos akondrit alkotja ezt a csoportot. Nevüket az angol E. Howardról kapták, aki a meteoritkutatás egyik korai vezéregyénisége volt. A howarditok breccsás szövetűek. Ebben a szövetben főleg eukritos és diogenites töredékek fordulnak elő szenes, kondritos szilánkokkal, és a becsapódáskor keletkezett szilikátolvadékkal együtt. Az ilyen kőzetet regolit breccsának is nevezik. Légkör nélküli égitesteken fordulnak elő ezek a kőzetek. Mindezek arra mutatnak, hogy egy kis égitest felszínéről származnak.

### Eukritok
Mintegy 100 bazaltos akondrit alkotja ezt a csoportot. Nevüket a jól felismerhető görög szóból kapták. Az eukritok alapvetően kétfélék: magmás szövetűek és breccsásak. A magmás eukritok bazaltos kőzetek, melyek Ca-ban gazdag földpátból és kétféle piroxénből állnak (pigeonitból és Ca-szegény piroxénből). A magmás eukrit csoporton belül is különbséget tesznek: az egyik csoport kumulátos szövetű néhány meteoritból áll. Ezek egy magmakamrában szilárdultak meg és egymáson támaszkodó, orientált kumulát ásványokat tartalmaznak. A nem-kumulátos csoport tagjai a leggyakoribbak. A másik eukrit csoport a breccsás eukritoké. Ezek olyan regolit breccsák, mint a howarditok, de csak nagyon kis mennyiségben tartalmaznak (10%) diogenit törmelékeket.

### Diogenitek
Mintegy 40 bazaltos akondrit alkotja ezt a csoportot. Nevüket apollóniai Diogenész ókori görög filozófusról kapták, aki már megsejtette, hogy a meteoritok a Földön kívüli térségből érkeznek. A diogenitek mélységi magmás kőzetek, amelyek egy kisbolygó kérgében, nagyobb mélységben, hosszú idő alatt kristályosodtak ki. Fő ásványuk a rombospiroxén, amely magnéziumban gazdag. Kis mennyiségben olivin és plagioklász is kísérheti a rombospiroxént.

### Olivin-diogenitek
Az utóbbi időben találtak néhány olyan akondritot, amelyben rombospiroxén helyett főleg magnéziumos olivin alkotja a durvaszemcsés mélységi magmás szövetet.

## A HED akondritok eredete
A bazaltos akondritok olyan kis égitestről származhatnak, amelyen magmás differenciálódás játszódott le. Ennek során a kis égitest eredetileg kondritos anyaga felmelegedett, majd parciálisan megolvadt. Előbb vastartalmú komponensek különültek el, majd a bazaltos magmák váltak ki a kondritos köpeny anyagából és részben a felszínre ömlöttek (eukritok), részben a felszín alatt kis mélységben, de még a felszín közelében kristályosodtak (kumulátos eukritok), illetve a magma egy korábbi összlete nagy mélységben kristályosodott ki (diogenitek és olivin-diogenitek).
A HED akondritok színképe hasonlít a 4 Vesta kisbolygó színképéhez. Ennek alapján régóta feltételezték, hogy a HED meteoritok a Vesta kisbolygóról származnak. Nagy becsapódás szakította ki a törmeléket a kisbolygóról. Időközben a Hubble űrtávcsővel felvételeket sikerült készíteni a Vestáról, és ma már színkép-térkép is mutatja a kis égitest anyagának változatosságát. A felvételen egy nagy, központi csúcsos kráter figyelhető meg a Vestán. A nagy becsapódás nem csak kisméretű törmeléket, hanem kisbolygó méretű sziklákat is kiszakított a Vestából, amelyek ma a hasonló pályákon keringő Vesta kisbolygó-családot alkotják. Ezeknek a színképe is mind V típusú. Egy része a töredék égitesteknek Föld közelébe jutó (NEAR) kisbolygó lett. Ezekre példa a 3908 Nyx és a 4055 Magellan. Valószínű, hogy ez utóbbi kisbolygók lehetnek a közelmúltban a Földre jutott HED meteoritok forráshelyei. Erről tanúskodik a meteoritok kiszakadási kora, ami 6 és 73 millió év közé esik.

## Helyük aNIPRAntarktiszi Meteoritok Mintagyűjteményében
A Japán Sarkkutató Intézet (angolul: National Institute of Polar Research: NIPR) a Tokiói Egyetem egyik intézete. 1969 óta egyik részlege a meteoritok kutatásával foglalkozik. Az Antarktiszi Meteoritkutató központ 1993-ban elkészített 20 darab, 30 vékonycsiszolatból álló gyűjteményt. A gyűjteményben az itt bemutatott akondritokból több is tanulmányozható.
A gyűjtemény 5-ös és 6-os számú mintája a diogeniteket mutatja be. Az egyik egy kristályos, újrakristályosodott minta, a másik egy breccsás minta.
A gyűjtemény 7-es számú mintája a howarditot mutatja be. Ez breccsás szövetű.
A gyűjtemény 8-as és 9-es számú mintája az eukritokat mutatja be. Az egyik egy itt is kristályos, magmás szövetű minta, míg a másik egy breccsás szövetű minta.
A minták a tanév második félévében, vagyis a naptári év első felében, az ELTE TTK KAVÜCS-nál tanulmányozhatók.

## Külső hivatkozások
- A diogenitekről
- A HED csoport tagjai a Vesta kisbolygóról érkezett meteoritok.
- Szaharai HED meteoritok.